# Kurt Bernard
Kurt Bernard (Puerto Limón, 8 augustus 1977) is een Costa Ricaanse profvoetballer die onder contract staat bij Limón FC.
Bernard is een aanvaller en speelde zijn eerste interland op 11 februari 2006 tegen Zuid-Korea. Hij maakte deel uit van de selectie voor het WK voetbal 2006 en speelde acht interlands, waarin hij eenmaal scoorde.